# ميشيلا سافيتش
ميشيلا سافيتش (بالسويدية: Michaela Savic)‏ هي متسابقة ملكة الجمال وعارضة سويدية، ولدت في 14 مارس 1991 في هلسينغبورغ في السويد.